# Генерал-лейтенант (Великобритания)
Генерал-лейтенант (англ. Lieutenant-general, сокр. Lt Gen) — воинское звание генералитета в Британской армии и Королевской морской пехоте. Соответствует званию «Маршал авиации» в Королевских ВВС и званию «Вице-адмирал» в Королевском ВМФ.

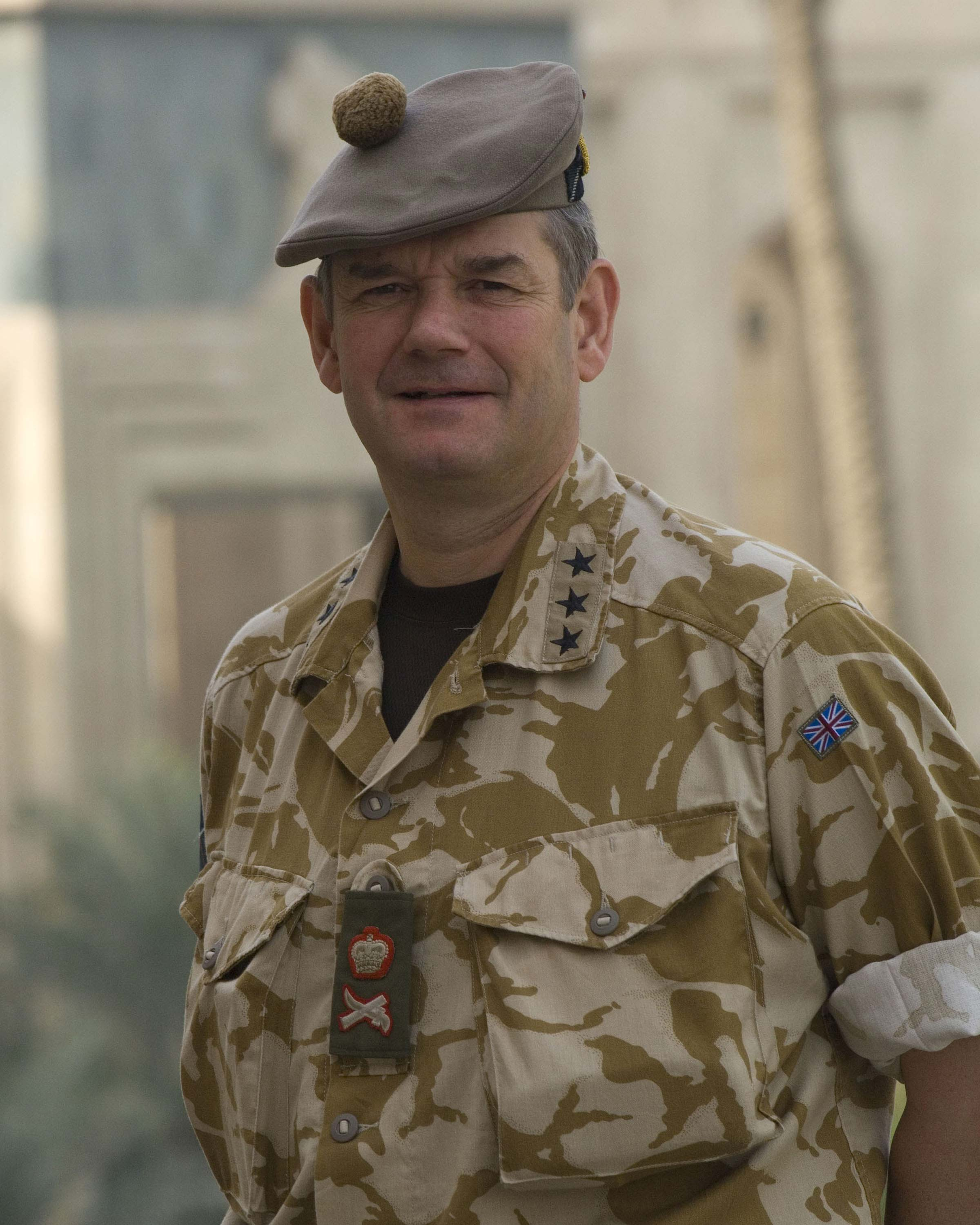
Генерал-лейтенант Британской Армии Купер, Джон (военный)

Генерал-лейтенант имеет более высокий ранг, чем Генерал-майор, но ниже Генерала. Это звание, имели, например: сэр Роберт Фрай, сэр Джеймс Даттон, сэр Дэвид Кэйпвелл.
В СССР и России этому званию соответствует звание Генерал-полковник.
Звание Генерал-лейтенанта короткое время (с 1 апреля 1918 года по 31 июля 1919 года) существовало в Королевских ВВС, но было заменено на звание маршала авиации. Это звание имели: сэр Дэвид Хендерсон и Джон Хатчисон.